# Selma Kajanus
Selma Kajanus   (Hèlsinki, 8 de febrer de 1860 - Hèlsinki, 19 de juliol de 1935) fou una pianista i arpista pertanyent a tota una nissaga de músics, germana de Robert Kajanus.
Després de rebre les primeres lliçons de piano amb Alie Lindberg, estudià a Viena amb Teodor Leszetycki i després a Sant Petersburg amb Anton Rubinstein. En els primers temps de formació, va fer gires amb l'actriu Ida Aalberg i també amb la cantant d'òpera Ida Basilier. A més de l'activitat artística com a concertista, tant a Finlàndia com a l'estranger, acompanyà també altres músics solistes, com ara el violinista Willy Burmester. Entre els anys 1894 i 1899 tocà el clavicèmbal a l'Orquestra Filharmònica de Hèlsinki, que havia fundat el seu germà, i aleshores s'anomenava la Societat Orquestral de Hèlsinki. Entre els anys 1893 i 1899 Selma Kajanus en dirigí el cor simfònic.
També es dedicà a l'ensenyament, que impartí sempre en la seva ciutat nadiua. Fou Selma la que inicià la nissaga d'arpistes a la seva família, i la seguiren les seves tres nebodes Lilly, Aino i Elvi.
Interessada per tota mena de temes a més de la música, també escrigué poesia, que publicà aplegada en els llibres Böljor (1904) i Dikter (1935). Les seves memòries es van publicar pòstumament.